# In the Arms of the Tree
In the Arms of the Tree (Originaltitel: در آغوش درخت) ist ein iranisches Filmdrama von Babak Khajepasha aus dem Jahr 2023, das vom Iran für den Oscar in der Kategorie Bester internationaler Film vorgeschlagen wurde.

## Inhalt
Die komplexe Krise im Leben von Kimia und Farid, die seit zwölf Jahren verheiratet sind, zerstört die schöne Welt ihrer Kinder, die nichts anderes als Einfachheit und Freundlichkeit im Leben kennen.

## Produktion
Der Film feierte im Februar 2023 auf dem Internationalen Fajr-Filmfestival Premiere und Babak Khajepasha konnte in den Kategorien Beste Debütregie, Beste Regie und Bestes Drehbuch gewinnen. Zudem war der Film in fünf weiteren Kategorien nominiert.
Der Film wurde vom Iran für den Oscar in der Kategorie Bester internationaler Film vorgeschlagen. Damit setzte er sich gegen die internen Konkurrenten Isatis und The Silent City.

## Rezeption
Manuel Betancourt für Variety: „Die Sanftheit, die der Film einfängt, ist vielleicht allzu beschwichtigend. Nicht aufdringlich, aber eindeutig darauf ausgelegt, niemanden zu verärgern: Wer würde diesen Jungen, dieser Familie, dieser Gemeinschaft schließlich etwas Böses wünschen? Indem In the Arms of the Tree die zentrale Bedeutung einer zerbrochenen Familie betont (und sie vielleicht wieder zusammenführt), ist er übertrieben rührselig. [...] Der Film hat seine schönen Seiten und ein gutes Auge für realistische Darstellungen (nicht nur die der Kinder; Baniadam glänzt als Mutter, die von Ängsten zerfressen ist, die sie nicht in Schach halten kann), aber diese iranische Familiengeschichte bietet wenig mehr als abgedroschene Plattitüden.“
Jennifer Green für AWFJ: „Der Film baut seine Geschichte bewusst auf, indem er sich eng an die Familienmitglieder hält und Hinweise offenbart, die zu einem kraftvollen und qualvollen dritten Akt führen, der die Charaktere, die durch kraftvolle Darstellungen authentisch zum Leben erweckt werden, dazu zwingt, ihr Leben neu zu bewerten.“

## Auszeichnungen (Auswahl)
- 2023: Internationales Fajr-Filmfestival in den Kategorien Beste Debütregie, Beste Regie und Bestes Drehbuch
- 2024: Asian World Film Festival in der Kategorie Bester Film